# 2008 en Thaïlande
Cet article présente les faits marquants de l'année 2008 en Thaïlande.

## Évènements
- Jeudi 6 mars 2008 : le célèbre trafiquants d'armes, Viktor Bout, est arrêté dans un palace de Bangkok. Ancien du KGB soviétique, surnommé le « marchand de mort » âgé de 41 ans, il  alimente depuis des années les conflits du monde entier et en particulier africain (Sierra  Leone, Liberia, Angola, Colombie) et est considéré par Interpol comme le pionnier de la « mondialisation mafieuse ».

- Mardi 26 août 2008 : les militants de l'Alliance du peuple pour la démocratie (PAD), coalition d'obédience royaliste, occupe le siège officiel du gouvernement, ce qui contraint le pouvoir à aménager des bureaux temporaires dans l'ancien aéroport international de Don Mueang, au nord de la capitale thaïlandaise.

- Samedi 22 novembre 2008 : une bombe explose lors d'une manifestation de l'opposition faisant huit blessés.

- Mardi 25 novembre 2008 :
  - Quelque dix mille militants de l'Alliance du peuple pour la démocratie (PAD), coalition d'obédience royaliste, assiègent les locaux temporaires aménagés depuis le 26 août par le premier ministre dans un terminal désaffecté de l'ancien aéroport international de Don Mueang, au nord de la capitale thaïlandaise. Les affrontements entre partisans et adversaires du gouvernement ont fait au moins onze blessés parmi les soutiens du pouvoir.
  - Deux israéliens sont condamnés à mort pour trafic de drogue; ils avaient été arrêtés il y a un an en possession de plus de 20 000 comprimés d'extasy.

- Mercredi 26 novembre 2008 :
  - Des assaillants ont jeté des explosifs contre la foule des manifestants de l'Alliance du peuple pour la démocratie qui occupent deux aéroports à Bangkok, en faisant au moins 6 blessés. Tous les vols prévus à l'aéroport international Suvarnabhumi sont suspendus ou détournés sur Chiang Mai et Phuket. Quelque trois mille passagers bloqués dans l'aéroport sont évacués. Un mort lors des affrontements entre partisans et adversaires du gouvernement.
  - Le commandant en chef de l'armée, le général Anupong Paojinda, a exhorté les milliers de manifestants de la coalition royaliste à évacuer tous les endroits qu'ils occupent, dont l'aéroport international de Bangkok, a demandé au premier ministre contesté Somchai Wongsawat de se retirer, d'organiser de nouvelles élections et de dissoudre la chambre basse du Parlement. Le leader des manifestants Pibhop Dhongchaine a rejeté l'appel à la dispersion et a réclamé la démission du premier ministre. De son côté, le chef du gouvernement de retour du Pérou, refuse de démissionner et de dissoudre le gouvernement, élu démocratiquement[1].

- Jeudi 27 novembre 2008 : le premier ministre Somchai Wongsawat proclame l'état d'urgence autour des aéroports occupés de Suvarnabhumi (vols internationaux) et Don Mueang (vols intérieurs). Le gouvernement met à disposition des compagnies aériennes, l'aéroport militaire d'U-Tapao situé à 190 km au sud-ouest de la capitale Bangkok. Près de cent mille touristes sont bloqués dans le pays. 20 avions ont atterri dès le premier jour et 40 autres sont prévus pour le lendemain.

- Vendredi 28 novembre 2008 : le premier ministre Somchai Wongsawat limoge le chef de la police nationale.

- Samedi 29 novembre 2008 : un groupe de plusieurs centaines de manifestants dont certains sont armés ont lancé une attaque contre un des barrages de la police entourant l'aéroport, obligeant les forces de l'ordre à se replier.

- Dimanche 30 novembre 2008 : très tôt le matin, deux attaques menées contre des lieux occupés font 51 blessés à quelques heures d'une manifestation des partisans du premier ministre Somchai Wongsawat, avec en particulier une attaque à la grenade contre les occupants du siège du gouvernement faisant 46 blessés.

- Lundi 1er décembre 2008 : l'opposition annonce la levée de l'occupation du siège du gouvernement — depuis le 26 août — et le redéploiement des occupants vers les deux aéroports, pour des raisons de sécurité. Une bombe contre les occupants de l'aéroport de Don Mueang blesse 6 personnes.

- Mardi 2 décembre 2008 : la Cour constitutionnelle thaïlandaise ordonne la dissolution du parti au pouvoir, reconnu coupable de fraude électorale, et interdit au Premier ministre Somchai Wongsawat toute activité politique pendant cinq ans. Le sommet annuel de l'Association des nations d'Asie du Sud-Est (Asean), qui devait se tenir au mois de décembre dans le royaume, est reporté.

- Samedi 6 décembre 2008 : le principal parti d'opposition affirme être en mesure de former un gouvernement avec certains membres de la coalition sortante mais en évinçant les alliés de l'ex-premier ministre Thaksin Shinawatra.

- Dimanche 14 décembre 2008 : la chambre basse du Parlement désigne Abhisit Vejjajiva (44 ans), chef de l'opposition thaïlandaise, comme 27e premier ministre du royaume.

- Dimanche 28 décembre 2008 : moins de quinze jours après sa nomination, Abhisit Vejjajiva, le nouveau premier ministre thaïlandais, doit faire face à la colère de la rue. Des milliers de partisans du dirigeant déchu Thaksin Shinawatra, se sont rassemblés dans la capitale pour exiger de nouvelles élections. Plus de 3 000 policiers non armés ont été mobilisés pour faire face au défi des « chemises rouges » qui ont succédé dans la rue aux « chemises jaunes », militants royalistes ayant occupé les aéroports de Bangkok et précipité la chute du précédent gouvernement[2].

- Mercredi 31 décembre 2008 : au moins 54 personnes sont mortes dans l'incendie d'une boite de nuit à Bangkok où les clients fêtaient le Nouvel An.